# 達馬特
達馬特（波斯語：‎）為源自波斯語的字彙，其最初的原意是「新郎」，後衍生成鄂圖曼帝國的正式頭銜，專指藉由婚姻關係而成為鄂圖曼王朝皇室一員的男子，在絕大多數的情況下，達馬特一詞即相當於迎娶鄂圖曼帝國蘇丹女兒的駙馬、國婿之意。
下方列出擁有達馬特頭銜的鄂圖曼帝國人物：
- 海尔塞克利·艾哈迈德帕夏，大維齊爾（1497年－1498年、1503年－1506年、1511年、1512年－1514年、1515年－1516年）
- 喬爾盧勒·達馬特·阿里帕夏（英语：Çorlulu Ali Pasha），大維齊爾（1706年－1710年）
- 希拉達·達馬特·阿里帕夏（英语：Silahdar Damat Ali Pasha），大維齊爾（1713年－1716年）
- 巴伊蘭帕夏（英语：Bayram Pasha），大維齊爾（1637年－1638年）
- 卡拉·達烏德帕夏，大維齊爾（1622年）
- 阿布貝克爾帕夏（英语：Ebubekir Pasha），卡普丹帕夏（1732年－1733年、1751年－1751年）
- 恩维尔帕夏，戰爭部長（1913年－1918年）
- 達馬特·費里德帕夏（英语：Damat Ferid Pasha），大維齊爾（1919年、1920年）
- 达马特·哈利勒帕夏，大維齊爾（1616年－1619年、1626年－1628年）
- 达马特·哈桑帕夏，大維齊爾（1703年－1704年）
- 耶米什奇·哈桑帕夏（英语：Yemişçi Hasan Pasha），大維齊爾（1601年－1603年）
- 庫切克·侯賽因帕夏（英语：Küçük Hüseyin Pasha），卡普丹帕夏（1792年－1803年）
- 達馬特·易卜拉欣帕夏（英语：Damat Ibrahim Pasha），大維齊爾（1596年、1596年－1597年、1599年－1601年）
- 內夫謝希爾勒·達馬特·易卜拉欣帕夏（英语：Nevşehirli Damat Ibrahim Pasha），大維齊爾（1718年－1930年）
- 吕特菲帕夏，大維齊爾（1539年－1541年）
- 厄普希里·穆斯塔法帕夏（英语：Ibşir Mustafa Pasha），大維齊爾（1654年－1655年）
- 卡拉·穆斯塔法帕夏（英语：Kara Mustafa Pasha (governor of Egypt)），埃及總督（1623年、1624年－1626年）
- 達馬特·穆罕默德·阿里帕夏，大維齊爾（1852年－1853年）
- 厄屈茲·穆罕默德帕夏，大維齊爾（1614年－1616年、1619年）
- 納蘇赫帕夏（英语：Nasuh Pasha），大維齊爾（1611年－1614年）
- 科普魯律扎德·努曼帕夏（英语：Köprülüzade Numan Pasha），大維齊爾（1710年）
- 科賈·拉格普帕夏（英语：Koca Ragıp Pasha），大維齊爾（1757年－1763年）
- 魯斯坦帕夏，大維齊爾（1544年－1553年、1555年－1561年）